# Задиров, Пётр Иванович
Пётр Иванович Задиров — заслуженный парашютист-испытатель СССР, генеральный директор ООО «АНТЭКС-ПОЛЮС ХОЛДИНГ».
Родился 28 июля 1955 года в селе Новоникольское Александровского района Оренбургской области.
Хотел стать лётчиком, как отец, но поступить в авиационное училище в Оренбурге не получилось: ему пять раз ему отказывала медкомиссия.
Сознательная жизнь Петра Задирова была связана с риском — на его счету свыше трёх тысяч прыжков с парашютом. Он апробировал новые парашюты, спасал людей, в том числе в Арктике. В 1988 году Задиров возглавил Центр авиапарашютных экспедиционных работ Госкомгидромета СССР. В 1989 году будущий Герой России Артур Чилингаров предложил Задирову создать при его ведомстве спецавиакомпанию  для парашютной доставки грузов в Арктике и Антарктике. Так появилась компания «Антэкс-Полюс Холдинг».
На первые заработанные деньги он решил построить храм в родном селе Новоникольское. В 1995 году началось возведение храма, а спустя четыре года он был освящён в честь Казанской иконы Божьей Матери.
Руководил строительством Церкви Святой Троицы — православного храма на острове Ватерлоо (Южные Шетландские острова) в Антарктике, неподалёку от российской полярной станции Беллинсгаузен. Церковь имеет высоту 15 м и вмещает до 30 человек. Сейчас храм является патриаршим подворьем Троице-Сергиевой лавры.
Погиб 15 марта 2020 года в Москве: переходя через железнодорожные рельсы, не заметил приближающийся поезд.